# Serge Koussevitzky
Serguei Aleksàndrovitx Kussevitski, rus: Серге́й Алекса́ндрович Кусеви́цкий, conegut habitualment com a Serge Koussevitzky (Vixni Volotxok, 26 de juliol de 1874 - Boston, 4 de juny de 1951) fou un contrabaixista, compositor i director d'orquestra rus, nacionalitzat estatunidenc, conegut pel seu llarg període com a director musical de l'Orquestra Simfònica de Boston de 1924 a 1949.

## Biografia

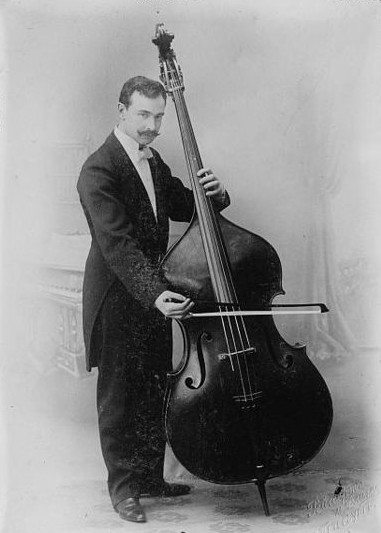
Serge Koussevitsky

### Primers anys
Nascut Xmuïl Xàkhnov Kussevitski, rus: Шмуил Шахнов Кусевицкий, al sí d'una família jueva, es canvià el nom a Serguei als 19 anys, quan es convertí al cristianisme ortodox.Els seus pares, músics professionals, li van ensenyar violí, violoncel i piano. També va aprendre a tocar la trompeta.A l'edat de disset anys, Koussevitzky va rebre una beca del milionari i filantrop de Moscou Konstantín Uixkov per a continuar els seus estudis a l'Escola de Música i Drama de la Societat Filharmònica de Moscou,on va estudiar contrabaix amb Ramboušeki teoria de la música. Destacava amb el contrabaix, i s'incorporà a l'orquestra del Teatre Bolxoi als vint anys, el 1894, i va succeir al seu mestre, Ramboušek, com a contrabaixista principal el 1901. Aquell mateix any, segons algunes fonts, va fer el seu debut (25 de març) com a solista a Moscou,tot i que el seu biògraf Moses Smith afirma que va debutar en solitari a principis de 1896; més tard es va guanyar el reconeixement de la crítica amb el seu primer recital a Berlín el 1903. El 1902 es va casar amb la ballarina Nadejda Galat. El mateix any, amb l'ajuda de Reinhold Glière, va escriure un popular concert per a contrabaix, que va estrenar a Moscou el 1905.El 1905, Koussevitzky es va divorciar de Nadejda i es va casar amb Natàlia Uixkova, filla de Konstantín Uixkov.Aviat va plegar del Bolxoi, i la parella es va traslladar a Berlín, on Serge va estudiar direcció amb Arthur Nikisch, i utilitzà la riquesa de la seva dona per a pagar els deutes de joc del seu professor.

### Director d'orquestra i editor
A Berlín va continuar donant recitals de contrabaix i, després de dos anys exercint la direcció a casa seva amb una orquestra d'estudiants, fou contractat per la Filharmònica de Berlín i va debutar professionalment com a director d'orquestra el 1908.
El concert va incloure el Concert per a piano núm. 2 de Serguei Rakhmàninov, amb el compositor al piano. L'any següent, ell i la seva dona van tornar a Rússia, 
Per iniciativa de Rakhmàninov,l'any 1909, Koussevitzky va fundar l'editorial Éditions Russes de Musique.Rakhmàninov dirigia el consell artístic de l'editorial, i Koussevitzky al principi s'ocupava del treball organitzatiu. Aviat l'editorial es va fer àmpliament coneguda a Rússia, i després a escala mundial. L'editorial va publicar per primera vegada les partitures de nombroses obres d'A. Skriabin, S. Prokófiev, I. Stravinski, i més tard del mateix Rakhmàninov.
El mateix 1909, Koussevitzky va fundar la seva pròpia orquestra a Moscou, que va donar concerts amb èxit a Europa. Després de la Revolució, Koussevitzky va dirigir l'Orquestra Filharmònica Estatal de Petrograd (1917-1920).
El 1920 va abandonar la Rússia soviètica cap a Berlín i París. A París va organitzar els Concerts Koussevitzky (1921–1929),on presentà les noves obres de Prokófiev, Stravinski i Maurice Ravel. L'1 de desembre del 1922 va dirigir La dama de piques al Gran Teatre del Liceu.
El 1924 va acceptar una feina als Estats Units, en substitució de Pierre Monteux, com a director de l'Orquestra Simfònica de Boston. Tanmateix, va continuar tornant a París els estius per dirigir els seus Concerts Koussevitzky fins al 1929. El 1941 ell i la seva dona es van convertir en ciutadans dels Estats Units.

### Als Estats Units
El nomenament de Koussevitzky com a director de l'Orquestra Simfònica de Boston (BSO) va ser l'inici d'una època daurada per al conjunt que continuaria fins al 1949. Durant aquest període de 25 anys, va convertir la reputació del conjunt en la d'una orquestra estatunidenca líder. Juntament amb Gertrude Robinson Smith, va tenir un paper central en el desenvolupament dels programes educatius i concerts d'estiu de l'orquestra, aclamats internacionalment, a Tanglewood, on avui la sala principal de 5.700 places porta el seu nom. A principis de la dècada de 1940, va descobrir un jove tenor anomenat Alfredo Cocozza (que més tard seria conegut com a Mario Lanza), i li va proporcionar una beca per assistir a Tanglewood. Amb la Boston Symphony va realitzar nombrosos enregistraments, la majoria dels quals van ser ben considerats per la crítica. Entre els seus estudiants i protegits hi havia Leonard Bernstein, Eleazar de Carvalho, Samuel Adler i Sarah Caldwell. Bernstein va rebre una vegada un parell de botons de puny de mà de Koussevitzky com a regal, i després els va portar a cada concert que va dirigir.
Durant la Segona Guerra Mundial, Koussevitzky es va convertir en el primer intèrpret estatunidenc de la Setena Simfonia de D. D. Xostakóvitx. En adreçar-se al públic abans de l'inici del concert, Koussevitzky va dir: “Declaro la meva fe en la humanitat, perquè espero la victòria de Rússia... La simfonia de Xostakóvitx és un missatge de fe i de victòria de l'esperit humà sobre la mort. Hem d'estar agraïts a aquesta gran nació que, a través dels sofriments més greus, ens porta a l'esperança, la llum i la resurrecció”. La totalitat dels beneficis del concert (11.000 dòlars) es va transferir a l'Aid to Russia Fund. El 1946, va dirigir el Comitè de Música soviètic-estatunidenc, creat per iniciativa seva. Es va preocupar per la gira de la seva orquestra a l'URSS, però el Comitè Central del PCUS va rebutjar la petició de la Societat de la Unió per a les Relacions Culturals amb Països Estrangers (VOKS), tot argumentant la decisió en el fet que l'orquestra de Koussevitzky era "massa gran" i probablement inclouria "espies i altres elements hostils". Koussevitzky va convidar S. S. Prokófiev i D. F. Óistrakh a venir a Boston. La gira de l'Orquestra Simfònica de Boston a l'URSS, així com la gira de D. Óistrakh amb l'Orquestra de Boston dels EUA, va tenir lloc després de la mort de Koussevitzky.

### Vida personal
La segona esposa de Koussevitzky, Natàlia (Natalie), va morir el 1942, i va crear la Fundació Musical Koussevitzky en honor seu.A finals de 1947, es va casar amb Olga Naumova (1901–1978), la neboda de Natalie. Naumova havia viscut amb la parella i havia treballat com a secretària durant 18 anys. Olga Naumova era filla del distingit polític i funcionari Aleksandr Naumov (1868, Simbirsk – 1950, Niça, França) que va exercir com a ministre d'Agricultura al gabinet imperial rus. Se l'ha descrita com a tranquil·la i de parla suau, i Leonard Bernstein i Aaron Copland la van comptar entre els seus amics íntims.
El seu nebot Favi Adólfovitx Kussevitski, conegut professionalment com a Fabien Sevitzky, va ser director musical de l'Orquestra Simfònica d'Indianapolis des de 1937 fins a 1955. Sevitzky va canviar el seu cognom per mitigar les acusacions de nepotisme contra ell.
Koussevitzky va morir a Boston el 1951 i va ser enterrat al costat de la seva dona Natalie al cementiri Church on the Hill de Lenox.

## Llegat
El 1936, va endegar els concerts anuals d'estiu de l'Orquestra Simfònica de Boston, que més tard es van convertir en el Tanglewood Music Festival i el Tanglewood Music Center, inaugurat el 1940, una de les escoles de música d'estiu més importants dels Estats Units. El 1942, va establir la Fundació Musical Koussevitzky, que s'utilitza per atorgar un premi internacional de música.
Serge Koussevitzky és autor d'una sèrie de composicions per a contrabaix, incloent molts estudis tècnics, un concert per a contrabaix i orquestra, així com obres per a orquestra simfònica, com ara "Passacaille sur un thème Russee", "Preludi i fuga en do". Major, no. 17", arranjaments d'obres d'altres compositors per a contrabaix.
Un planeta menor, el (1799) Koussevitzky, duu el seu nom.

## Discografia seleccionada
- Samuel Barber: Simfonia núm. 2 amb l'Orquestra Simfònica de Boston
- Anton Bruckner: Simfonia núm. 8 amb l'Orquestra Simfònica de Boston
- Piotr Ilitx Txaikovski: Francesca da Rimini amb l'Orquestra Simfònica de Boston
- Piotr Ilitx Txaikovski: Simfonia núm. 5 amb l'Orquestra Simfònica de Boston
- Piotr Ilitx Txaikovski: Roméo et Juliette amb l'Orquestra Simfònica de Los Angeles
- Piotr Ilitx Txaikovski: Simfonia núm. 6 amb l'Orquestra Simfònica de Los Angeles.
- Serguei Prokófiev: Suite Simfònica op. 33 amb l'Orquestra Simfònica de Boston
- Aram Khatxaturian: Concert per a piano amb Kapell i l'Orquestra Simfònica de Boston
- Jean Sibelius: Simfonies núms. 2, 5 i 7. amb l'Orquestra Simfònica de Boston
- Jean Sibelius: Simfonies núms. 5 i 6 amb l'Orquestra Simfònica de Boston

## Algunes estrenes
Obres estrenades per Serge Koussevitzky:
- 1911 - Aleksandr Skriabin, Prometeu, el poema del foc, Moscou, 2 de març de 1911
- 1921 - Ígor Stravinski, Simfonia d'instruments de vent
- 1923 - Serguei Prokófiev, Primer Concert per a violí amb Marcel Darrieux com a solista, París, 18 d'octubre de 1923
- 1924 - Ígor Stravinski, Concert per a piano i instruments de vent
- 1925 - Serguei Prokófiev, Simfonia núm. 2, París, 6 de juny de 1925
- 1929 - Arnold Bax, Simfonia núm. 2, Boston, 13 de desembre de 1929
- 1930 - Serguei Prokófiev, Simfonia núm. 4, Boston, 14 de novembre de 1930
- 1932 - George Gershwin, Second Rhapsody, Orquestra Simfònica de Boston, Symphony Hall, Boston, 29 de gener de 1932
- 1942 - Bohuslav Martinů, Simfonia núm. 1, Boston, 13 de novembre de 1942
- 1943 - Ígor Stravinski, Oda
- 1945 - Aaron Copland, Appalachian Spring
- 1944 - Nikolai Txerepnín, Destí
- 1949 - Leonard Bernstein, Simfonia núm. 2, amb Leonard Bernstein com a solista